# Алі Афіф
Алі Афіф (араб. علي عفيف, нар. 20 січня 1988, Доха) — катарський футболіст, нападник клубу «Аль-Духаїль» і національної збірної Катару, у складі якої — володар Кубка Азії 2019 року.
Старший брат іншого нападника катарської збірної Акрама Афіфа.

## Клубна кар'єра
Народився 20 січня 1988 року в місті Доха. Вихованець юнацьких команд футбольних клубів «Аль-Гарафа», «Аль-Мархія» та «Аль-Садд». У дорослому футболі дебютував 2004 року виступами за основну команду останнього клубу, в якій провів сім сезонів, взявши участь у 101 матчі чемпіонату. 
До складу клубу «Аль-Духаїль» приєднався 2011 року. Станом на 27 січня 2019 року відіграв за команду з Дохи 120 матчів в національному чемпіонаті.

## Виступи за збірні
2003 року дебютував у складі юнацької збірної Катару, взяв участь у 8 іграх на юнацькому рівні, відзначившись 3 забитими голами.
2006 року дебютував в офіційних матчах у складі національної збірної Катару.
У складі збірної був учасником кубка Азії 2007 року і домашнього кубка Азії 2011 року, на обох турнірах провів по два матчі групового етапу. Ще за вісім років брав участь у кубку Азії 2019 року в ОАЕ, де вийшов на заміну наприкінці гри групового етапу проти збірної КНДР, яку його команда на той час вже вигравала з рахунком 6:0. Ця гра залишилася для Алі Афіфа єдиною на турнірі, на якому його команда виграли усі матчі із сукупним рахунком 19:1 і уперше в своїй історії стала чемпіоном Азії.
| Дата       | Місто   | Господарі      | Результат | Гості | Турнір                     | Голи | Примітки |
| ---------- | ------- | -------------- | --------- | ----- | -------------------------- | ---- | -------- |
| 13-01-2019 | Аль-Айн | Північна Корея | 0 – 6     | Катар | Кубок Азії 2019 - 1-й етап | -    | 81'      |
| Усього     |         | Матчів         | 1         |       | Голів                      | 0    |          |

## Досягнення
- Чемпіон Катару (9):

«Ас-Садд»: 2003-04, 2005-06, 2006-07
«Ад-Духаїль»: 2011–12, 2013-14, 2014-15, 2016-17, 2017-18, 2019-20
- Володар Кубка Еміра Катару (6):

«Ас-Садд»: 2005, 2007
«Ад-Духаїль»: 2016, 2018, 2019, 2022
- Володар Кубка наслідного принца Катару (6):

«Ас-Садд»: 2006, 2007, 2008
«Ад-Духаїль»: 2013, 2015, 2018
- Володар Кубка шейха Яссіма (3):

«Ас-Садд»: 2006
«Ад-Духаїль»: 2015, 2016
- Володар Кубка зірок Катару (2):

«Ас-Садд»: 2010
«Умм-Салаль»: 2023-24
- Переможець Ліги чемпіонів АФК (1):

«Ас-Садд»: 2011
Збірні
- Володар Кубка Азії (1): 2019